# Toc Toc ! (série télévisée d'animation)
Toc Toc ! est une série télévisée d'animation française destinée aux 5-7 ans, produite par Studio 2 Minutes, réalisée par Nicolas Blard, Richard Danto et Josselin Ronse à partir des scénarios d'Hélène Bruller et Fabrice Ravier, et dessinée par Tébo. La série est diffusée en France depuis le 24 août 2020 sur France 4. Dès sa sortie, la série reçoit « deux T » du magazine Télérama.

## Concept
Toc Toc met en scène de animaux de ferme humanisés représentant des enfants, et un taureau nommé Claude qui fait office de psychologue pour les aider à résoudre leurs problèmes. Chaque épisode prend la forme d'une fable drôle et légère ou sont abordés des sujets comme la différence, les complexes, et tous les tracas qui peuvent travailler les enfants. Chaque épisode dure sept minutes et se conclut par une morale qui vise à dédramatiser les peurs et les angoisses des plus jeunes.

## Voix françaises
- Marie Bouvet
- Marc Duquenoy
- Emmylou Homs
- Yohan Levy
- Alexandre Nguyen
- Déborah Perret
- Audrey Sable
- Thomas Sagols

## Liste des épisodes

### Saison 1 (2020-2021)
- 01. Cécilia a peur du noir
- 02. Otto ne veut pas prêter
- 03. Meilleurs copains
- 04. Jean-Gabriel apprend à voler
- 05. Pierre-Gilles est bizarre
- 06. Sel est jaloux
- 07. Ange se moque
- 08. Le Gâteau d'Otto
- 09. Constance se bagarre
- 10. Le Complexe de Fabrice
- 11. Le Bobo d'Aristide
- 12. Rosie a peur de l'eau
- 13. Rosie fait des bêtises
- 14. Constance veut faire de la luge
- 15. Aristide est triste
- 16. La Promesse de Monika
- 17. Otto est mauvais perdant
- 18. Adèle n'ose pas
- 19. Rien de grave pour Poivre
- 20. Ça porte malheur
- 21. Ange est devenu gentil
- 22. C'est pas drôle
- 23. Constance veut se débrouiller seule
- 24. La Bouderie
- 25. Adèle n'est plus Adèle
- 26. La Cheffe des poules
- 27. Le Rire d'Adèle
- 28. Fabrice ne finit rien
- 29. Rosie le vampire
- 30. Les Mauvaises Manières
- 31. Mauvaise curiosité
- 32. C'est abusé
- 33. C'est pas moi
- 34. C'était prévu
- 35. Fabrice fait le dur
- 36. Caca boudin
- 37. Le Château de Della
- 38. Les Choses comme elles sont
- 39. Le Pacte
- 40. Tout est de ma faute
- 41. Imagine !
- 42. Le Gros Bazar
- 43. Aristide veut partir
- 44. La Grosse Déception
- 45. Il faut lui dire
- 46. Libres !
- 47. Le Roi du village
- 48. Le Truc à la mode
- 49. Le Voleur
- 50. L'Impatiente
- 51. Ambroise a la frousse
- 52. La Guitare
- 53. La Terreur
- 54. Le Blocage
- 55. La Fête de la lune
- 56. Lave-toi les mains
- 57. La Confiance perdue
- 58. Fabrice change de famille
- 59. La Flemmarde
- 60. Les Cheveux longs
- 61. L'Addiction
- 62. Le Sauveur
- 63. Excuse-toi
- 64. Jean-Gabriel est papa
- 65. Le Monstre sous le lit
- 66. Le Secret trop lourd
- 67. Sel est un robot
- 68. Tous les canards sont méchants
- 69. Les Petits Bonheurs
- 70. Le Pull
- 71. Le Trac
- 72. La Raquette
- 73. Le Chantage
- 74. Premiers secours
- 75. Beau ou moche
- 76. Même Ange
- 77. Les Adieux
- 78. Le Train fantôme[1]

## Fiche technique
- Titre : Toc Toc !
- Réalisation : Nicolas Blard, Richard Danto et Josselin Ronse
- Scénario : Hélène Bruller, Fabrice Ravier
- Dessin : Tébo
- Musique originale :
- Société de production : Studio 2 Minutes
- Pays d'origine :  France
- Langue : français
- Durée : 7 minutes
- Année de production : 2019
- Format : 78X7’
- Technique : 2D numérique
- Date de première diffusion :  France : 24 août 2020